# 一〇〇式輸送機
キ57 一〇〇式輸送機
一〇〇式輸送機一型（キ57-I）とほぼ同型のMC-20-I
- 用途：輸送機
- 製造者：三菱重工業
- 運用者：日本（陸軍）
- 初飛行：1940年
- 生産数：507機以上
- 生産開始：1940年
- 運用開始：1940年
- 運用状況：退役

一〇〇式輸送機（ひゃくしきゆそうき）は、第二次世界大戦時の大日本帝国陸軍の輸送機。キ番号（試作名称）はキ57。略称・呼称は一〇〇輸、MC輸送機など。連合軍のコードネームはTopsy（トプシー）。開発・製造は三菱重工業。
太平洋戦争における帝国陸軍の主力軍用輸送機として多用され、またMC-20(MC20)の名称で民間用旅客機型としても使用された。

## 概要

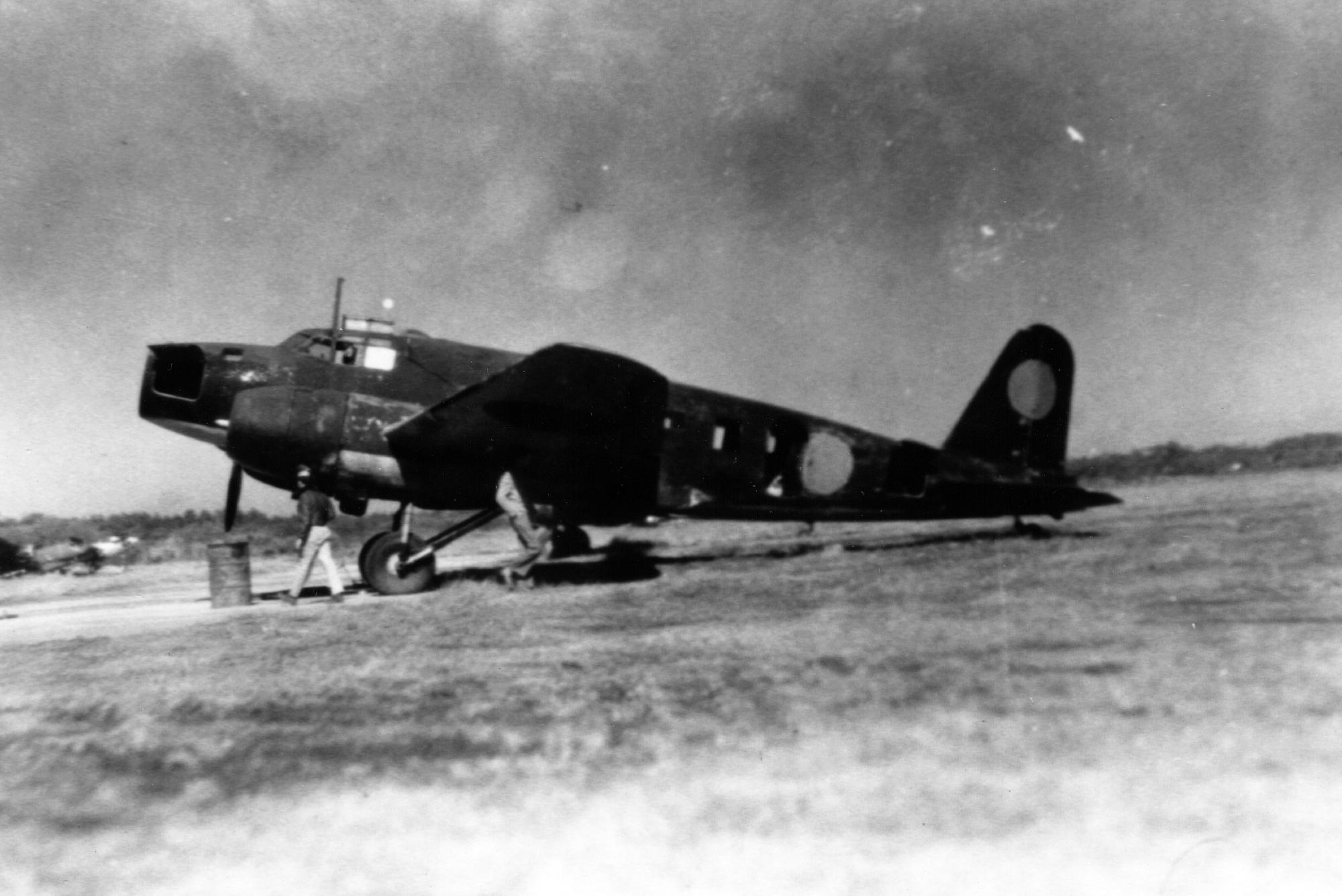
1945年、終戦直後の調布陸軍飛行場における第1航空軍司令部飛行班（部隊マーク「日章」）所属であった一〇〇輸二型（キ57-II）

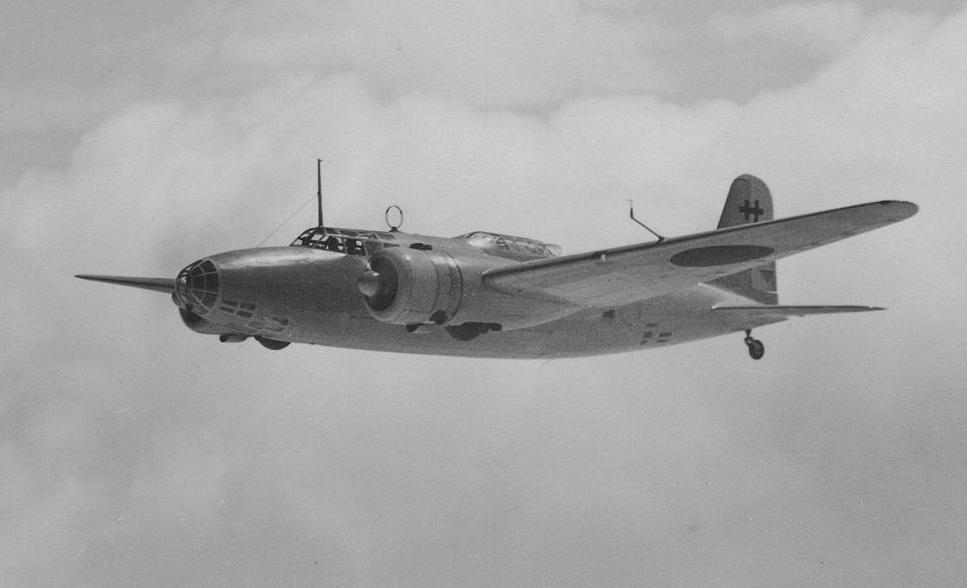
一〇〇輸の原型となった九七重爆（一型甲、キ21-I甲）

1939年（昭和14年）、陸軍は三菱に対して九七式輸送機（キ34）の後続である新型輸送機キ57の開発を指示した。指示の主な内容は九七式重爆撃機（キ21）の胴体部分を改設計し、人員輸送を主目的とするというものだった。1940年（昭和15年、皇紀2600年）に初飛行した本機の諸性能は、母体である九七重爆の特性をそのまま引き継いでおり、飛行試験でも特に問題はなかったため一〇〇式輸送機として制式採用された。
九七重爆との胴体以外の相違点は主翼が中翼から低翼となり、爆撃機においては被弾時に火災に弱いことから禁忌となっていた外翼内燃料タンク（インテグラルタンク）を設け、必要に応じて使用できるようになっていたことなどである。のちに一〇〇式輸送機一型（キ57-I）となるこの機体はエンジンにハ5改（出力850hp）を装備しており、1942年（昭和17年）2月のパレンバン空挺作戦ではロ式貨物輸送機とともに挺進部隊（第1挺進団）の落下傘降下に活躍したほか、同年3月には来亜した同盟国軍武官団（ドイツ国防軍・イタリア王立軍・フィンランド軍・ルーマニア軍）の南方戦線視察に使用された。
なお、落下傘部隊用には座席をすべて木製ベンチとする、扉を内開きの大型のものとする、指揮官用のぞき窓の設置、客席両側窓に銃座を設置などの改修が施されている。なお、一型（キ57-I）は一部の機体が海軍に譲渡されて「三菱双発輸送機(L4M1)」として試用されている。
一〇〇輸は、当時の国産ないしライセンス生産の陸海軍輸送機としては機体性能も運用性も最良の機体で、特に登場当初は高速爆撃機であった九七重爆の特性を受け継ぎ、最高速度ではアメリカ軍のC-47やドイツ軍のJu 52、海軍の零式輸送機（DC-3(C-47)のライセンス生産機）を凌駕するなど、他国の双発・三発輸送機と比べても遜色のない優秀なものであった。反面、九七重爆のスリムな機体が原型だったためか、他国の同一規模の輸送機と比べると搭載量や輸送人員が少ない(Ju 52は輸送人員は17名なのに対し一〇〇輸は11名・C47の最大積載量11,430 kgに対し一〇〇輸2，980kg)ことが輸送機としては致命的な欠点であった。
1942年（昭和17年）には、エンジンをハ102（出力1,080hp）に換装し主翼の強化や貨物室の増設を行った一〇〇式輸送機二型（キ57-II）が登場し、陸軍の主力輸送機として人員・物資輸送、グライダー曳航などの任務で終戦まで活躍した。二型（キ57-II）において行われた改修はエンジン換装と主翼強化の他は以下のようなものである。
- 中央翼燃料タンクに排出装置を設置（23号機から）
- 客室窓を利用した非常脱出口の設置（2号機から）
- 航法室の移設（23号機から）
- 尾輪を回転式に変更（100号機から）
- 翼前縁とプロペラに防氷装置を設置
- 集合排気管を外側にだけ開口（1号機から）
- 客席の15席への増加（405号機から）。17~19人用の長椅子に変更も可能
- 滑空機の曳航装置の追加（1944年3月試作、同年8月以降標準装備）

1941年（昭和16年）から1945年（昭和20年）1月まで、三菱において軍用民用合わせて一型101機、二型406機の合計507機が製造された。1945年1月以降、製造は日本国際航空工業(現・日産車体)に移管されたが、移管後の生産数は不明とされている。これは戦前の国産輸送機・旅客機としては最多であった。

### MC-20
軍用輸送機である一〇〇輸はMC-20(MC20)の名称で民間用旅客機としても転用・製造され、大日本航空や朝日新聞社はじめ航空会社・新聞社などで多数機が使用された。MC-20はその存在を当時から各メディアで喧伝され、知名度も高かったことから一〇〇輸は陸軍内部においても「MC輸送機」と呼称されることが多かった。

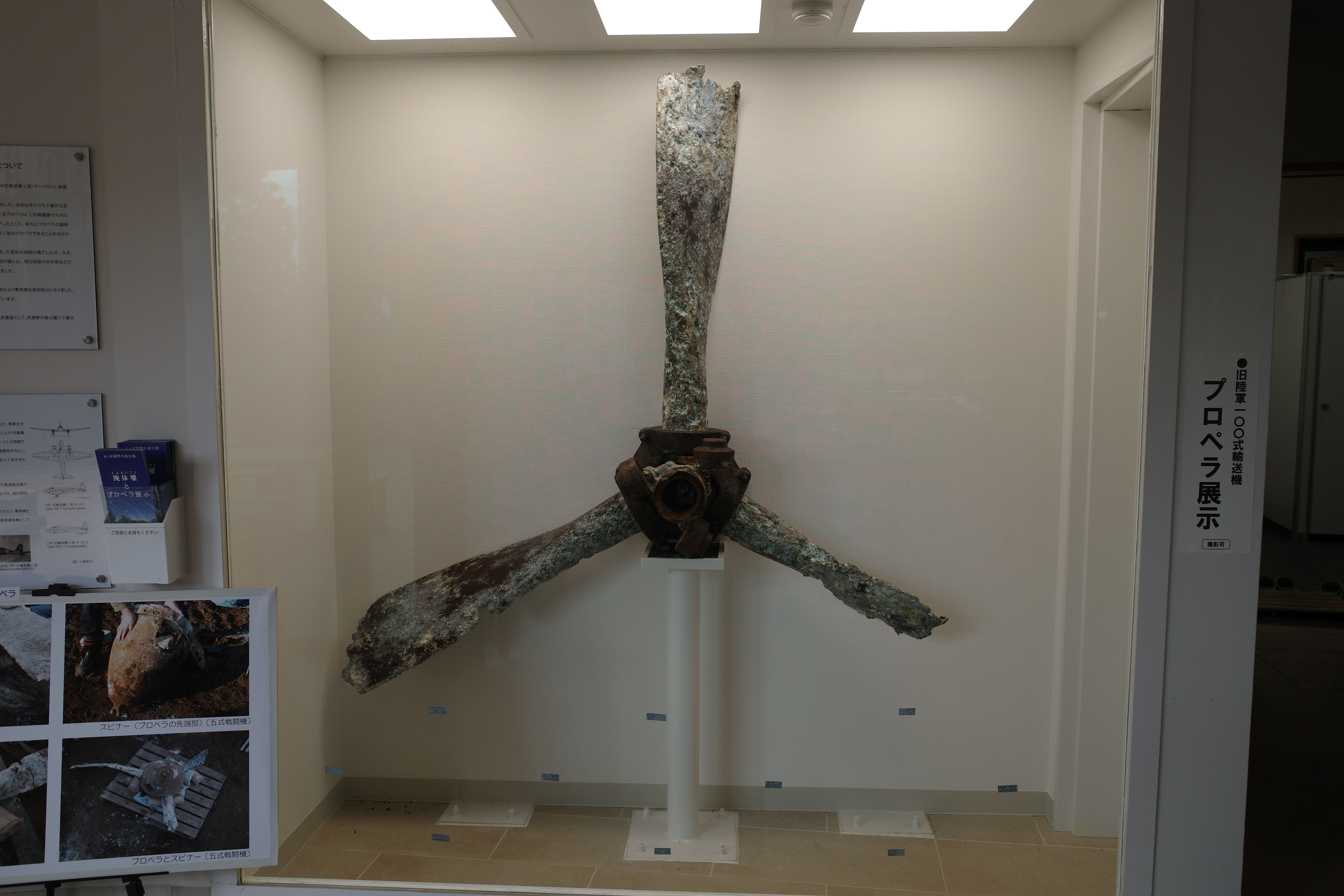
武蔵野の森公園　一〇〇式輸送機プロペラ

## 現在
平成21年、東京都府中市の「武蔵野の森公園」敷地内より発見されたプロペラが当時は三式戦闘機「飛燕」のものではないかと推察されていたが、後の調べにより一〇〇式輸送機のものと判明している。
現在は当公園管理所にて一般公開されており、誰でも見ることが出来る。

## 諸元
（二型：キ57-II）
- 全長： 16.10 m
- 全幅： 22.60 m
- 全高： 4.90 m
- 翼面積： 70.08 m2
- 空虚重量： 5,585 kg
- 最大離陸重量： 9,120 kg
- エンジン： ハ102空冷星型14気筒（離昇出力1,080hp） ×2
- 最高速度： 470 km/h
- 航続距離： 3,000 km
- 乗員： 4名 + 乗客 11名

## 登場作品

### 映画
『北の三人』
日本軍の輸送機として、方位測定通信士役の高峰秀子を乗せて登場。撮影には模型と操縦室のセットが用いられている。
『海賊とよばれた男』
日本軍の輸送機として登場。

### ゲーム
『R.U.S.E.』
日本軍の輸送機として登場。

### アニメ
『荒野のコトブキ飛行隊』
舞台となる世界で、空路移動用として用いられている。

### ライトノベル
『ステラエアサービス』　ISBN 978-4049133271
劇中で大戦を生き残った機体が民間貨物機として使用されている。